# لويس هيريرا كوميتا
لويس ألفريدو هيريرا كوميتا (20 ديسمبر - 1946) (بالإسبانية: Luis Alfredo Herrera Cometta) هو عالم فنزويلي في مجال الفيزياء النسبية، ترتكز أبحاثه على دراسة تباين الخواص، الديناميكا الحرارية الموسعة، والحلول الدقيقة وشبه الرقمية، والحلول المتماثلة المحورية.
هيريرا أستاذ فخري في كلية الفيزياء في جامعة فنزويلا المركزية، وهو حاليا أستاذ زائر في معهد جامعة الفيزياء الأساسية والرياضيات، جامعة سلامنكا، سلامنكا، بإسبانيا.
وهو خرّيج الجامعة الروسية لصداقة الشعوب سنة 1963.
متزوج، ولديه جنسية مزدوجة، ويتحدث الإسبانية والإنجليزية والفرنسية والروسية.